# Alter (SQL)
ALTER - оператор DDL мови SQL, що використовується для зміни властивостей об'єктів баз даних. Типи об'єктів, які можуть бути змінені, залежать від використовуваної СКБД.

## ALTER TABLE
Оператор ALTER TABLE використовується для додавання, зміни чи вилучення стовпчиків або обмежень у наявній таблиці. Оператор не працюватиме, коли наявні в таблиці записи порушують обмеження первинного ключа чи унікальності, а також якщо стовпчик, який намагаються вилучити, входить до обмежень UNIQUE, PRIMARY KEY, FOREIGN KEY чи CHECK, або застосовується для обчислення іншого стовпчика.

### Повноваження
У користувача мають бути повноваження на внесення відповідних змін. Потрібні повноваження залежать від конкретної СКБД та від того, які саме зміни робляться.

#### Oracle
Користувач має бути власником (англ. owner) таблиці, яку він намагається змінити, або ж користувачеві має бути надано повноваження на зміни в цій таблиці (ALTER) чи повноваження на зміну будь-якої таблиці на рівні всієї системи (ALTER ANY TABLE).
Додаткові передумови для операцій з розділами
Якщо користувач не є власником таблиці, то для використання функцій drop_table_partition і truncate_table_partition у нього мають бути повноваження DROP ANY TABLE, а для використання функцій add_table_partition, modify_table_partition, move_table_partition і split_table_partition у нього має бути квота в табличному просторі.
Додаткові передумови для обмежень і тригерів
Для увімкнення режиму батьківського контролю унікального або первинного ключа у користувач мають бути повноваження на створення індексів у таблиці. Ці повноваження необхідні, оскільки Oracle Database створює індекси в межах унікального або первинного ключа у схемі, що містить дану таблицю. Для увімкнення чи вимкнення тригерів користувач має бути їх власником або ж у нього мають бути системні повноваження ALTER ANY TRIGGER.
Додаткові передумови при використанні типів об'єктів
Для використання типу об'єкта у визначенні стовпчика при зміні таблиці власником такого об'єкта має бути власник змінюваної таблиці або ж у користувача мають бути системні повноваження EXECUTE ANY TYPE чи повноваження EXECUTE для такого об'єкта.
Додаткові передумови для операцій архівування ретроспективних даних
Для використання функції flashback_archive_clause з метою ввімкнення відстеження історії для таблиці користувач повинен мати повноваження FLASHBACK ARCHIVE в архіві даних ретроспективного аналізу, який міститиме історичні дані. Для вимкнення відстеження історії для таблиці у користувача мають бути системні повноваження FLASHBACK ARCHIVE ADMINSTER.

### Синтаксис
Загальний синтаксис оператора ALTER TABLE має вигляд:
```
 
ALTER
 
TABLE
 
"table_name"

[
Alter
 
specification
];

```

Додавання стовпчика
ALTER TABLE "table_name"
ADD "column_name" "data_type";

Зміна типу даних стовпчика
MySQL і OracleALTER TABLE "table_name"
MODIFY "column_name" "new_data_type";

SQL ServerALTER TABLE "table_name"
ALTER COLUMN "column_name" "new_data_type";

Перейменування стовпчика
MySQLALTER TABLE "table_name"
CHANGE "column_1" "column_2" "data_type";

OracleALTER TABLE "table_name"
RENAME COLUMN "column_1" TO "column_2";

Видалення стовпчика
MySQLALTER TABLE "table_name"
DROP "column_name";

OracleALTER TABLE "table_name"
DROP COLUMN "column_name";

Додавання індексу
ALTER TABLE "table_name"
ADD INDEX "index_name" (column_name);

Видалення індексу
ALTER TABLE "table_name"
DROP INDEX "index_name";

Додавання обмеження
ALTER TABLE "table_name"
ADD "CONSTRAINT_NAME" "CONSTRAINT_TYPE" "CONSTRAINT_CONDITION";

Видалення обмеження
ALTER TABLE "table_name"
DROP [CONSTRAINT | INDEX] "CONSTRAINT_NAME";